# Signo de Murphy

División anatómica y clínica de las regiones del abdomen, basado en Anatomía de Gray, en el que se observa el hipocondrio derecho, lugar donde se localiza el signo de Murphy.

El signo de Murphy se refiere al dolor y el posterior cese de la respiración que siente el paciente cuando éste realiza una inspiración profunda mientras se realiza una palpación o compresión por debajo del reborde costal derecho, es decir, en el área de la vesícula biliar en el hipocondrio derecho, que es debido al contacto entre los dedos de la mano y la vesícula biliar inflamada.
Está presente en la colecistitis aguda.

### Signo de Murphy ecográfico
Cuando el dolor aparece, durante la realización de una ecografía, por compresión de la sonda o transductor del ecógrafo sobre el área superficial de la vesícula biliar inflamada, de igual manera mientras el paciente realiza una inspiración profunda, se denomina signo de Murphy ecográfico.